# Silene schischkinii
Silene schischkinii är en nejlikväxtart som först beskrevs av M. Pop., och fick sitt nu gällande namn av Aleksei Ivanovich Vvedensky. Silene schischkinii ingår i släktet glimmar, och familjen nejlikväxter. Inga underarter finns listade i Catalogue of Life.